# Muhammad al-Bakir
Muhammad al-Bakir (arab. ‏محمد الباقر‎, ur. 10 maja 677, zm. 28 stycznia 733) – według szyitów (imamitów i ismailitów), piąty prawowity przywódca muzułmańskiej wspólnoty.
Prawnuk Alego, wnuk Husajna, syn Alego ibn Husajna. Był pierwszym imamem, który pochodził bezpośrednio od dwóch wnuków Mahometa: Hasana (ojciec Fatimy bint Hasan) i Husajna (ojciec Alego ibn Husajna). Według al-Jakubiego, al-Bakir był obecny w karawanie Husajna podczas bitwy pod Karbalą. W młodości obserwował zmagania o władzę pomiędzy Umajjadami, a także opozycyjnymi do nich stronnikami rodziny Mahometa, szyitami.

## Imię
Al-Bakir to skrót od arab. Bakir al-'ilm, „ten, który ujawnia wiedzę”, ponieważ al-Bakir był znany z posiadanej wiedzy. Według arabskiego historyka, Ibn Kallikana, otrzymał on ksywkę „al-Bakir” (obfity), od „obfitości kolekcjonowanej wiedzy.” Jakkolwiek, al-Jakubi twierdził iż przydomek został nadany ponieważ imam „rozczłonował posiadaną wiedzę”, analizując ją bardzo szczegółowo. Według al-Kulajniego, al-Bakir zostało mu nadane przez samego Mahometa: jedyny żyjący towarzysz proroka, Dżabir ibn Abd Allah wielokrotnie siedział w meczecie i szlochał „Ya baqir al-ilm, Ya baqir al-ilm.” Medyńczycy myśleli że Dżabir zwariował, ten ich zapewnił iż Mahomet mu powiedział: „O Dżabir! Spotkasz człowieka z mojej rodziny, który będzie posiadać takie samo imię i cechy jak moje. On intensywnie będzie ujawniać, odkrywać wiedzę.”

## Imamat, rządy Umajjadów i śmierć
Okres życia al-Bakira przypadł na czas intensywnych turbulencji w kalifacie Umajjadów, powszechnie wybuchały powstania ludowe przeciwko znienawidzonej władzy sunnickiego kalifatu, włącznie z nieudaną rebelią jego własnego brata, Zajda i jego zwolenników. Imam wykorzystał ten czas na pogłębianie i rozpowszechnianie wiedzy, czego wynikiem były regularne delegacje ze strony uczonych i częste odwiedziny zwykłych szyitów w jego medyńskim domu. Al-Bakir został otruty przez Ibrahima ibn Walid ibn Abdallaha, z rozkazu kalifa Hiszama.